# フランクフルト平面
フランクフルト平面（フランクフルトへいめん、英: Frankfurt plane）は眼窩下点と外耳道上縁を通る平面である。フランクフルト水平面、耳眼平面、FH平面とも。

## 概要
フランクフルト平面は頭部の眼窩下点と外耳道上縁を通る平面である。臨床的には左右の歪みを考慮する必要があるため、左右いずれかの眼窩下点と外耳道上縁の3点を結んだ平面として設定する。
正面を向いて直立したヒトのフランクフルト平面は地面とほぼ水平になる。水平であること・計測が比較的容易であることから、解剖学・歯科矯正学・形成外科で基準面として重視される。形成外科領域では顎骨を中心とした顔面骨先天奇形症例に対する骨切り術において、術前後の評価の指標として重要である。歯科領域ではフェイスボウトランスファーやセファロ分析を行う際の基準平面として主に用いられる。
フランクフルトでの会議で決まったためこの名称がついた。

## Tweedの三角
フランクフルト平面、下顎下縁平面、下顎中切歯軸により構成される三角形。
フランクフルト平面と下顎下縁平面のなす角が30°、下顎下縁平面と下顎中切歯軸のなす角が90°、フランクフルト平面 と下顎中切歯軸のなす角が60°である事が理想的であり、矯正治療の目標とされる。